# 魔王様、リトライ!
『魔王様、リトライ！』（まおうさま リトライ）は、神埼黒音による日本のライトノベル。略称は「まおリト」。2016年10月10日から小説投稿サイト「小説家になろう」にて連載開始。2017年の第5回ネット小説大賞で金賞を受賞し、同年からモンスター文庫（双葉社）で文庫として書籍化され、2018年にはMノベルス（同社刊）より新装版が単行本として刊行されている。イラストは文庫版（モンスター文庫版）を緒方剛志、単行本版（Mノベルス版）を飯野まことが担当している。「次のヒット作はこれだ！ 新作ラノベ総選挙2018」（ブックウォーカー）では9位を獲得している。2024年9月時点で電子版を含めたシリーズ累計部数は222万部を突破している。
メディアミックスとして、2017年10月20日からは『WEBコミックアクション』（双葉社）にて、身ノ丈あまるによるコミカライズ作品が連載を開始。連載途中で同社の新サイト『がうがうモンスター』に移行し、後にタイトルが『魔王様、リトライ！R』に変更される。またテレビアニメ化され、第1作が2019年、第2作が2024年にそれぞれ放送された。

## あらすじ
ゲーム運営者の社会人「大野晶」は気づくと異世界の森におり、そこでは自分の作成したプレイヤーキャラクターの魔王「九内伯斗」の姿になっていた。その状況に混乱する伯斗だが、森の中で怪物に襲われていた「アク」という少女を助ける。伯斗はこの世界の情報を知るために、アクを連れて旅に出る。

## 登場人物
特記のない限り、「声」はテレビアニメ版第1作 / 第2作の担当声優。

### 主要人物
九内 伯斗（）
声 - 津田健次郎 / 津田健次郎
本作の主人公。45歳。身長187cm。自身が作った「GAME」の最終日にラスボスにログインしたまま異世界に飛ばされてしまった、元はゲーム内での運営管理者。名前も同様にゲーム内のもので、中身は大野晶という一般的な社会人。「GAME」では大帝国を根城とする「暴虐の魔王」であり、見た目は渋い顔立ちにオールバックの長髪、黒いロングコートに身を包む姿をしている。
異世界に飛ばされるも、「GAME」でのラスボスという設定を引き継ぎ、ステータスは異常に高い。また、管理者権限でログインしていたためか、異世界でも管理者コマンドという神に等しい力を持ち、得られたスキルポイントを使用することで物質生成や部下の呼び出しなどが行える。武器は斬撃､投擲可能なナイフ「ソドムの火」。また、気力が回復できる「マイルドヘブン」というタバコ系アイテムを携帯している。レベル30以下のキャラクターの物理攻撃は効かない反面、GAMEには存在しなかった魔法への耐性がないのが弱点。
アクとの出会い以降、アクや出会う人から魔王と呼ばれたり、ちょっとした行動に壮大な意図があると誤解されつつ、最終的に元の世界へ帰るための手掛かりを探しながら、各地でトラブルを巻き起こしていく。
ちなみに本物の九内伯斗の人格は体の奥に存在しており、「GAME」では悠や田原といった8人の側近を従える大帝国の高官にして、悪名高いGAMEの主催者（という設定）。
400万人を超える屍山血河（しざんけつが）の頂点に立つ正真正銘の「魔王」である。
なお、漫画版では髪の長さが肩までになっている。
大野 晶（）
声 - 津田健次郎 / 津田健次郎
「GAME」の開発者で、設定なども全て1人で作成した。30代。本業はサラリーマン。
長いゲーム運営と社会人生活において鍛えられた非常に高い演技力を持ち、常に大野が九内を演じているような形になっている。つまり、超絶な能力に対して一般人程度のメンタリティーしか持ち合わせていないので、様々なプレッシャーに晒されて苦労している。アニメの12話のアイキャッチ曰く、天性の詐欺師。
霧雨 零（）
声 - 森久保祥太郎 / 熊谷健太郎
大野が持つもう一つのキャラクターで、テーマは硬派な暴走族。身長180cm。背中に龍の絵を入れた白の特攻服を纏い、圧倒的な拳闘で戦う正義の漢。残虐非道な極悪の相手であるほど強烈なバフスキルを発揮する。
キャラクターチェンジをすることで現れるが、その間は、大野の意識そのものは維持されるものの、性格が変わったような発言を含め、肉体的な意思を一切受け付けない自動操縦モードになる。あまりに大野の性格と乖離した言動であるため大野自身が気恥ずかしくなり、1度目のチェンジ以降はよほど切羽詰まった状況でない限りチェンジは控えている。
キラー・クイーンならびにサタニストや悪魔たちからは龍人（たつびと）と誤解されている。
大野は「九内が実家なら、零は1人暮らしの部屋」と評している。
魔王の指輪（サタンリング）
声 - 黒田崇矢 / 津田健次郎
願いの祠の神像から出現した指輪。九内の指に密着しており、外すことはできない。
座天使が残した最後の奇跡であり、世に混沌と破滅を齎せば、数多の願いが叶う力を持つ。
いざという時には「本物の九内伯斗」が指輪を通して身体を支配しようとする力があるようで、九内を悪の道へ導こうとする。このことが零の登場につながった。

アク
声 - 高尾奏音 / 麻倉もも
本作のヒロインの一人。村人の少女。両親は幼くして病で亡くしており、それが村全体での迫害に拍車をかけることとなり、悪魔王グレオールへの生贄に出されたところを九内に助けられる。左右の瞳が色が違っていて、左目を伸ばした前髪で隠している。一人称は「ボク」。純粋無垢な性格で、九内を魔王様と呼び、父のように慕う。迫害が原因で、初登場時には右足を引き摺っていたが、悠の治療で完治した。
なお、ルナやトロンとは違い、アニメ12話時点では何の特殊能力を持たない一般人である。このため、漫画版ではアクが対価となる能力を持っていないにもかかわらず九内の寵愛を受けていることに、悠や田原といった側近たちが疑問を抱いている。

### 九内の側近
九内のスキルによって出現した側近たち。「GAME」内と違い自我を持つ。
桐野 悠（）
声 - 佐藤利奈 / 日笠陽子
本作のヒロインの一人。九内の側近の女性。22歳。身長175cm。天才的な医師かつ科学者。
指を医療器具に変化させられる「神の手」という能力を持つ。「この世のあらゆる病魔を駆逐し、怪我を治癒する」という設定であり、異世界でもその設定を引き継いでいる。
アクの怪我を治すために最初に召喚した側近。GAME内ではサディスティックなキャラとして設定されており、アニメのEDでは解剖など人体実験を行なっているような光景があり、カーミヤ相手には嗜虐性の一端を覗かせた。側近たちの間でもソリが合わないようで、九内（正確には中の人である大野）も彼女の切れすぎる知性で正体がバレてしまうことを恐れている。しかし、悠の治療でアクの脚が完治したのを伯斗に褒められたことがきっかけで、九内に惚れてしまう。ショタコンという設定をもち、アクと対面した時にはアクに男装してもらうよう興奮したが、九内に惚れた後は彼女が好みそうなショタが大勢いるラビの村でも、男の子たちに手をだしてはいない。なお、九内を長官と呼ぶ。
田原 勇（）
声 - 関智一 / 駒田航
九内の側近の男性。31歳。身長182cm。普段の姿は怠惰で無気力であるが、世界中の銃器に愛される体質を持っており、側近内で唯一“天才”の設定を与えられている。どんなことでもソツなくこなしてしまう才能の持ち主で、妹が絡まない限り、人格も安定しているのである意味では、九内から一番信頼されている。なお、九内を長官と呼ぶのは悠と同じ。
悠とあまり衝突しないことから2番目に召喚されたが、それでも敵はおろか、味方にまで手にかけかねない悠に恐怖心を抱いている。トロンからは「きれいな色」と評価されている。
真奈美（）という妹がおり、重度に溺愛するシスコンでもある。九内には妹ともども救われたことから恩義を感じている。
藤崎 茜（）
声 - 和氣あず未（第2作）
九内の側近の女性。漫画版第26話（R1話）にて、桐野と田原の板挟みになることを恐れた九内に召喚された。見た目は女子高生風で、九内曰く性格は「底抜けに明るくて能天気な奴」。
宮王子 蓮とは仲が良い。
宮王子 蓮（）
アニメ版及び漫画版の側近召喚のメニュー画面に氏名のみ表示。漫画版第26話で九内が「戦力で考えるなら一番」「田原たち並みに頭が良い」「"九内"とは浅からぬ因縁がある」と語っている。原作において、5番目に召喚された。
召喚による仕様の変化が起こり、彼女の魔法耐性は完全といえる。
加藤 勝（）
アニメ版の予告の中で九内に「剣術バカ」と回想されている。
野村 武文（）
アニメ版の予告の中で九内に「総合格闘技チャンピオン」と回想されている。
近藤 友哉（）
原作小説において4番目に召喚された。二次元にのめりこんでいる引きこもりで、GAMEにおいて、彼の領域に踏み込まない限りは攻撃してこないため、側近の中で最も無害で善良である。特殊な目を持っており、未来視ともいえるその目と弓の技術はすさまじい。また、所持するタブレットを使い高いマッピング能力を有していると思われる描写もある。
的場 静（）
原作小説では、大帝国の大量殺人鬼であり、自分を捕まえた九内伯斗を自分の手で殺したいと思っている人物であると紹介される。
アニメ版では、側近召喚のメニュー画面にて氏名表示されたのみで、人物詳細は語られなかった。

### 九内の配下
トロン
声 - 木下鈴奈 / 井口裕香
本作のヒロインの一人。元サタニストの少女。身長143cm。魔族と人間のハーフであり、人間の世界、魔族の世界、拾われたサタニストの中でも身の置き場がなかった。オルイット対キラー・クィーンの戦闘では「奈落」をぶちまけたことで戦況を悪魔側優位にさせるものの、オルイットが零（九内）に追い詰められ、力を得るために吸血されたことによって死にかける。が、零が与えた回復アイテム「カロリー冥土」によって一命を取り留めた。その一連の行動と零の性格にキラー・クィーン同様に惚れてしまう。人の魂や善悪など万物を色で見分けるギフト「魂魄を見るもの」を持つおかげで、九内と零が同一人物だと見抜き、九内のもとに押しかけて、そのまま配下になる。
アニメ版では髪が地面につくほど長い髪をサイドテールにしている。漫画版でもロングヘアではあるが、そこまで長くはない。

### 三聖女
ルナ・エレガント
声 - 石原夏織 / 鈴木愛奈
本作のヒロインの一人。三聖女の一人。三女。16歳。身長153cm。聖女の中でも飛び抜けた魔法の才がある。非常にワガママ。元々は貧民の出身であったが天賦の才によって教会に入り、10歳にして聖女になった。聖女だからか、「ラビの村」という自らの領地をもっている。魔法の才はあるが領地経営の才はなく、おべっかや阿諛追従に簡単に乗せられてしまうので、周囲の大人たちによって都合のいいように担がれている。
魔王が出現したと聞くや否や、討伐と称して騎士たちを引きつれて出陣。野盗と九内の絡みに乱入し、騎士たちとともに戦闘を仕掛けるもそろって返り討ちにあう。大金貨入りの財布を捲きあげられた後に九内の後を追ってきたが、泊まる宿がなく彼らの宿に訪れた際に一緒に泊まり、流れで九内とアクの旅に同行することとなる。エビフライからは「ワガママで素直な子」という評。
アニメでも漫画でもロングヘアなのは同じだが、漫画版では前髪を作らず73に分けているので雰囲気が若干、変化している。
キラー・クイーン
声 - 戸松遥 / 千本木彩花
本作のヒロインの一人。三聖女の一人。次女。17歳。身長170〜173cm。好戦的で立ち居振る舞いは女王そのもの。人呼んで「世紀末聖女」。『北斗の拳』に出てくるような馬車に乗り、屈強でモヒカンな男たちを従えている。粗暴な立ち居振る舞いからは想像できないが、自分より強い運命の相手が現れるのを待っている乙女な一面もあり、とある出来事で出会った零に一目惚れしてしまう。
外見の描き方はルナとは逆で、漫画版では前髪有り、アニメでは分けている形になっている。また、アニメ版のほうがさらに髪が伸びている。
エンジェル・ホワイト
声 - 豊崎愛生 / 内田彩
本作のヒロインの一人。三聖女の一人。長女。18歳。身長165cm。三聖女唯一の常識人であり、いつも妹たちに振り回されている苦労人。政務に真面目に関わっていて、一部の特権階級が冨を独占している状況を知りながらも変えられないことに苦慮している。
魔王と名乗る九内のルナの領地経営を認めはしたものの、九内が聖光国を侵略すると思い込む。
九内の強さやワガママなルナを手懐けてしまったこと、さらにはマダム・エビフライまでも取り込んでしまったことに危機感を抱いて、ルナを連れ戻すべく「熾天使の跳躍」でラビの村に訪れる。モモとキョンによって温泉に案内されたが、間違って男湯に入ってしまったことから、思わぬ形で九内との会談になった。そこで「天使の輪」を贈られ、ルナを取り戻せずに流され神都に帰還。
聖女ではあるものの人並みに恋したいと思っている。奇跡を行使すること、天使の輪を作り出すこと、ルナを簡単に手懐けてしまったこと、最後に九内が「自らが座天使に呼ばれた存在」と言ったことから、九内を堕天使ルシファーと誤解してしまう。

### 冒険者
魔物を討伐して報酬を得たり、迷宮や遺跡などから宝物を発見するのが主な仕事とする者たち。ランクがあり、高ランクの冒険者は優遇されるが、稼げなければ傭兵で糊口を凌ぐこともある。
ミカン
声 - 生天目仁美 / 茅野愛衣
極端に露出度が高い、際どい服の女戦士。17歳。身長172cm。いつもユキカゼの言動に振り回され苦労している。オレンジの短髪にゴーグルを装着している。コミック版では、パフスリーブのシャツ・ミニスカート・長ブーツと割と落ち着いた服装をしている。魔王ということで、珍しく九内には好印象を抱いていないが、2度ほど九内に助けられているので、その点に関しては恩に感じてはいる。
ユキカゼ
声 - 徳井青空 / 土屋李央
Bランク冒険者。ミカンの相棒の魔法使いで、九内も誤解するほどの超絶美少女であるが、実の性別は男の娘。16歳。身長160cm。九内のことを「おじ様」と呼び、なぜか距離感が近い。マント留めや胸当て、ミニスカートと長靴に赤の珠（ボール）飾りをつけている。コミック版では、大きなえりの七分袖シャツ・ショートパンツ・短ブーツとおとなしめな服装をしている。さらにコミック版では髪型がボブでショタに見えなくもないが、アニメ版では髪を伸ばしてポニーテイルにしているため、より女の子にしか見えなくなっている。
ミカンともどもサンドウルフ討伐の依頼を引き受けたものの、数の圧倒的多さに逃げる羽目に陥る。その進路上に九内一行がいて、九内が圧倒的火力でサンドウルフを一掃したことで一目惚れした。酒場「ノマノマ」において、九内に冒険者やアイテム事情を説明したところ、九内が北の迷宮に行くことを知ったので同行を願い出る。このため、アニメ12話で伯斗とミカンとユキカゼのパーティが結成されることになった。
ミンク
声 - 桜咲千依 / 鈴木みのり
Sランク冒険者。中二病気味で巨乳の僧侶。20歳。身長171cm。その禍々しい詠唱は周りから呆れられるほど痛々しい。オルガンとは凸凹コンビで、両者の雰囲気にはかなりの温度差が見てとれる。
オルガン
声 - M・A・O / 橘美來
ミンクと行動を共にするSランク冒険者。身長155cm。フードマントを羽織り、謎に包まれているが、その正体は魔人で、大悪魔ベルフェゴールの娘。マントの中は、ミカンに負けず劣らず露出が多い。魔王様ほどではないが相当に強く、余裕のある態度を見せる。魔人は総じて長寿なのか、実は400歳を超えている。

### サタニスト
舞台となる聖光国に怨みを抱いている悪魔信奉主義者の宗教団体。全員黒ローブを着ており、破壊の限りを尽くす。九内も彼らの歪んだ願いによってこの世界に召喚された。各個人の戦闘力はさほどないが、奈落を展開するのと、命と引き替えに悪魔たちを召喚するなどの戦い方をする。
ユートピア
声 - 子安武人 / 岸尾だいすけ
サタニストの教祖。
ウォーキング
声 - 辻井健吾 / 影山貴広
ユートピアの配下。集団を率いているリーダー。神都襲撃で、「奈落」をぶちまけたことで戦況をサタニスト側優位にさせるものの、零（九内）には奈落の効果はなく逆に反撃され追い詰められてしまう。
マージ
声 - 峰健一（第1作）
集団に所属している一人。神都襲撃で、自分の命と引き替えにカーニバルを召喚した。父親は腕の良い靴職人だったが、不況の煽りから廃業に追い込まれてしまい酒に溺れ、家の中で暴れ回りマージにも度々暴力を振るうようになった。まだ若かったマージは耐え切れず父親を刺し殺して村から飛び出した。転落人生の中サタニストに拾われた。
カーミヤ
声 - 岩澤俊樹（第1作）
サタニストたちの神都襲撃の時、高級レストラン「アルテミス」において恐怖に襲われた客たちを落ち着かせるために雇われたピエロ、というのは表向きで、サタニストからアルテミスで食事を楽しんでいる聖女ルナを殺害するよう依頼された暗殺者。しかし、悠を「単なる聖女の取り巻きの1人」と見てしまうなど実力は大したことがなく、実行に移す前に、悠に「手品」と称して、気づく間もない一瞬で両腕を肩から切り落とされてしまう。幸い、縫合され元通りになるが、当然のことながら、これは悠がカーミヤの正体を見破った上での脅しであり、そのまま逃亡する。
トロン
上記を参照。
ガルシア
声 - 鳩岡大輔（第2作）
札付きの犯罪者。聖女を暗殺するために悪魔のベヒモドを召喚した。

### 悪魔
グレオール
声 - 山中真尋 / 非公表
悪魔王と呼ばれる最上位悪魔。智天使が自身の命と引き替えに封印したという強大な悪魔で、封印されてもなお呪いで周辺の土地を汚染するほど。九内が召喚される数ヶ月前に自力で封印を解き、各地で暴虐の限りを尽くす。人々に生け贄を要求し、その生け贄に選ばれたうちの1人がアク。かすり傷とはいえ物理攻撃で九内に傷を負わせるなど、そこそこの実力者ではあったが、九内の敵ではなくあっさりと秒殺された。
カーニバル
声 - 福西勝也（第1作）
神都襲撃でマージが、自身の命と引き替えに召喚した中級悪魔。背中にギターを背負った道化師の格好をしてオネエ言葉で喋る。しかし、九内の敵ではなく、汚い花火として処分された。
オルイット
声 - 緑川光 / 杉田智和
神都襲撃でサタニストたちが、自身の命と引き替えに召喚した、闇公爵と呼ばれる貴族然とした上級悪魔。聖城前でクィーンとミンクとの戦闘になり、互角以上の戦いを繰り広げる。トロンが「奈落」を展開して、キラークィーンたちを弱らせたことで優位に立つが、その後に乱入した零の敵ではなく、トロンを吸血して回復した後、最後に化け物に変身して襲いかかるが、零の拳にあっさりと粉々になった。小説、漫画では「闇公爵」と書いているが、アニメでは「闇侯爵」と書いてある。変換ミスかは不明。
ハニトラ
声 - 豊田萌絵 / 佐藤優美
姉妹の下級悪魔。悪魔の中では最弱。キラー・クイーンとマーシャル・アーツに瞬殺される。
ベヒモド
声 - 木村圭助（第2作）
忘られた遠い時代の悪魔。聖女を抹殺のためにガルシアに召喚されるが、ルナの覚醒した攻撃魔法に敗れ謎の言葉を残して消滅した。
ベルフェゴール
声 - 置鮎龍太郎（第2作）
魔族領で押しも押されもせぬ大悪魔。
ケール
声 - 津田美波（第2作）
魔族領や獣人国内でも能動的に活動する少年の姿をした悪魔。
串刺し公
声 - 竹本英史（第2作）
ヘンゼル
声 - 喜屋武和輝（第2作）
レッドスライム
声 - 長岡さくら（第2作）

### 聖光国
ドナ・ドナ
声 - 松平真之介 / 堀内賢雄
貴族の中でも貴族長を務める大貴族。実質、聖光国を支配している1人といっても過言ではないが、九内が言うところの「毒物」且つ「無能」というべき人物。九内がラビの村を経営しようとした時、会議で九内を排除しようとしたが、アーツの反対やホワイトの判断もあって渋々見送る。
マーシャル・アーツ
声 - 内田直哉 / 家中宏
聖光国の戦士長、聖光国の軍事のトップ。62歳。身長180cm。この手の作品にしては良識のある人物で、会議においてドナドナが九内を排除しようとした時には反対した。クィーンからも一目おかれている。
コマンド・サンボ
声 - 塩屋翼 / 志村貴博
退役兵士。アーツの腹心であったが、魔獣討伐で目に怪我を負い、半ば失明状態になってしまったので退役を余儀なくされた。エビフライのラビの村訪問の際に同行、桐野悠の治療によって目が治ったのでアーツのもとに戻っていった。エビフライとは憎まれ口をたたき合う仲であるが、サンボの目が治ると謝礼としてエビフライは悠にラムダ聖貨を進呈したので関係性の良さがしのばれる。
マウント・フジ
声 - 稲田徹（第1作）
キラー・クィーン側近のモヒカンで筋骨隆々な兵士。28歳。身長2ｍ。参謀および楯、聖槌シグマの運搬役といったところが主な役目。
イエイ
声 - 桑谷夏子（第1作）
冒険者御用達の酒場「ノマノマ」の店長をつとめる陽気な中年女性。45歳。身長168cm。九内によれば「飯がうまい」とのこと。
ナンデン・マンネン
声 - 菊池通武（第1作）
交易都市ヤホーで美術品・骨董品を扱っている「NANDEN-MANDEN」の店主で、九内がスキルポイントで作ったアイテムを、値段を提示するのではなく、マンネンに価格を決めさせるという鑑定眼を確かめてくるようなやり口で売ってくるので高値掴みをさせられているという印象があるが、大金貨15枚(3000万)で九内から仕入れたオルゴールをオークションで大金貨42枚(8400万)で売却しているので、そこそこといったところだろう。ちなみに落札者はエビフライの姉妹のカキフライで、落とすつもりだったドナ・ドナが逆上して、暴挙に出ることとなる。
ビンゴ
声 - 興津和幸（第1作）
服飾店の店長。オネエ言葉で話す。M気質がある。
モモ
声 - 久保ユリカ / 愛美
ラビ村で暮らす娘。ボーイッシュな見た目で言葉や態度に少しトゲがある。語尾に“ウサ”を付けて話す。
キョン
声 - 荒浪和沙 / 千春
モモと同じラビ村の娘。ロングヘアで語尾に“ピョン”を付けて話す。
エビフライ・バタフライ
声 - 斉藤貴美子 / 會田栞子
帝都の社交界の重鎮。身長170cmぐらい。非常に恰幅が良い。貴族の間での中心人物で、九内に興味を示す。魔王の噂を知った上で接触をしてきたので、九内も「喰えない奴」という評価をした。「カキフライ」という名前の双子の妹がいるが、姉妹仲は悪い。
世間の女性同様、加齢による美貌の衰えを気にしており、九内との会食の席で肌を綺麗にする石鹸を提供されたことから、ラビの村にある魔王の温泉旅館に訪れる。温泉の効用の数々にノックアウトされて、温泉旅館に逗留することを決意した。
美に対する情熱は相当であり、敏感になっている。石鹸や温泉など、本来時間をかけて実感するものであるが、マダムはその効能を一瞬で感じ取ることができる。
なお、アニメのアイキャッチによれば肥満はバタフライ家にのみ伝わる呪いのせい。
オ・ウンゴール
声 - 山本兼平 / 岩澤俊樹
山賊集団の土竜（もぐら）の頭領。大野晶の上司の顔に似ている。聖女ルナが討伐にきたと思いこみルナに奇襲をかけようと企てるが、九内やルナに返り討ちにされる。
イーグル
声 - 鬼頭明里 / 野口衣織
貧民の出身のルナの幼馴染。当時6歳で、ルナと同い年。ルナは彼女を教会に迎えようとしたが、亜人だったため教会の使者に殺処分された。そのことでルナの心に深い傷が残りモモやキョンを見るたびにイーグルを重ねている。
既に処刑されていたと思われていたが、ある人物の命令により死刑は中止になり国外追放に変更になり、ライト皇国で亜人狩り部隊に捕獲され、魔族領に売り渡されそうになる。イーグルが磔の刑にされてるのを聖女ルナが耳にしルナが救出に向かうが、ライト皇国の神官やサタニストとの戦いに巻き込まれ、かけつれた九内に助けられる。
願いの祠の神像
声 - 斎藤千和 / ボルケーノ太田
「願えば、どんな願いでも叶えてくれる」という願いの祠に安置された神像。その霊験は確かで、サタニストたちが願ったことによって九内 伯斗が召喚された。禍々しい姿をしているが、当人?いわく「長きにわたる人間たちの邪悪な願いがこの身を変えた」とのことで、元は白い姿であったとのこと。漫画とアニメでは外見が変わっていて、アニメ版のほうがマイルドになっている。
神像と対面した九内は帰還を望むが、神像は「召喚者の願いに背く」と拒否。九内の召喚で力を使い果たしていたため、九内に厨二病溢れる髑髏の指輪を授けて消滅した。
その正体は九内の憶測通り座天使である。
アズール
声 - 亀山雄慈（第2作）
ミリガン
声 - 成澤卓（第2作）

### ゼノビア新王国
ベアトリス
声 - 中島愛（第2作）
ゼノビア新王国の女王。
コウメイ
声 - 遠藤綾（第2作）
ゼノビア新王国の宰相。
ハンゾウ
声 - 乙幡美成（第2作）
ゼノビア新王国子飼いの忍び集団の棟梁。
レオン将軍
声 - 住谷哲栄（第2作）
ゾルム副官
声 - 塚田徹郎（第2作）

### パルマ王国
ケーキ
声 - 宮咲あかり（第2作）
パルマ王国の姫。

### 獣人国
タツ
声 - 野田真理愛（第2作）
龍
声 - 北垣内春香（第2作）
『龍』の言葉を獣人国内に伝える役目を持つ女性。
大神主
声 - 宮世真理子（第2作）
獣人国の結界を神域内から維持する存在。
ブルーフォックス
声 - 木下鈴奈（第2作）
森の中の神社にいる狐耳の少年。
ファイヤーフォックス
声 - 綾坂晴名（第2作）
森の中の神社にいる狐耳の少女。
モンキーマジック
声 - 竹内良太（第2作）
猿人の長。孫悟空の様な風貌をしている。
ハゲマル
声 - 木村圭助（第2作）

### ライト皇国
ヲタメガ
声 - 村瀬歩（第2作）
ライト皇国の聖勇者（ホーリーブレイブ）の1人。
「白い彗星」の異名を持つ。 部下のどこかで見たような三人は白い三連星と呼ばれている。
小太りの体型にボサボサの髪、チェックのネルシャツといった姿は九内を絶句させたが、身を削り人々のために尽くす善人。しかしその活動はチームでできる範囲に留まっており、九内の目指す国家社会の変革にはまるで届かない。本人もその無力さを噛み締めている。
大神官
声 - 楠大典（第2作）
武官長
声 - 村井雄治（第2作）
ガーディアンエンジェル
声 - 櫻井もも（第2作）

### 現代
ショウ
GAMEのプレイヤー。
XX
声 - 土岐隼一（第2作）
GAMEのプレイヤーで大野と仲が良い。
XXX
声 - 野中藍（第2作）
「極東都市 魔都」のプレイヤー。GAMEには参加しなかった。
青木
声 - 菊池通武（第2作）
42-OMGというゲーム会社に勤めている社員。大野が入社した時は常務だったが、その後専務になった。オ・ウンゴールと顔が似ている。
アニメ（第2作）で下の名前が宗光（むねみつ）と判明した。
美樹本
声 - 影山貴広（第2作）

## 用語
天使
智天使と座天使と熾天使がいる。ただし、智天使は消滅しており、熾天使と座天使は姿を消して久しい。そのうち座天使は九内伯斗召喚後、力を使い果たして砂になった。
異世界
九内（大野）が飛ばされた異世界。魔法が存在するなど大野がいた地球とも九内がいた「GAME」の世界とも異なる。
「GAME」（Infinity GAME）
大野が作ったネットゲーム。九内や田原、悠たちはこのゲームの登場人物という設定。
舞台は近未来なようで魔法という概念がない。このことがこの世界における九内の魔法耐性の無さにつながっている。
また、この世界は細かく記された設定が全て本物として適応される。
不夜城
「GAME」の最終ステージで九内たちの本拠地。
この物語でも九内は魔法耐性の修得と並んで、本拠地の創造に勢力を傾けるが、病院と温泉と銭湯を合わせた複合施設の経営と方向性が180度違っている。
NPC
「GAME」には九内やその側近以外に3人のNPCが存在するらしい。その詳細は不明だが、大野が「側近召喚」の中に彼らの名前が無いことに安堵する場面がある。
極東都市 魔都
大野がGAMEの一つ前に運営していたオンラインゲーム
奈落
サタニストたちが武器として使うアイテム。黒い汚泥のようなもので、それを浴びるとたちどころに弱ってしまう。キラークィーンが2度、相手に使われて窮地に陥っている。箱に収容して運ばれる。

### 地名
聖光国
物語の舞台となる国。智天使を信仰をしており、三聖女を中心に教会や騎士団、貴族などが治めている。
国の頂点に立つのは表向きは三聖女であるが、実際に国を動かしているのは教会や貴族の上層部で、彼らが住む神都は繁栄を享受しているが、収奪されている地方は貧困にあえいでいる。故に、「天国と地獄である」といわれることも少なくないとのこと。識字率は高いようで、貧民であったアクでも平仮名・数字・英字などを問題なく読める程である。
人族以外への差別もひどい。ルナも幼いころ、亜人の友人がいたがルナが教会に入ったころに殺処分されてしまったほど。
貨幣も流通しており、貨幣1枚につき、銅貨=100円、大銅貨=1000円、銀貨=1万円、金貨=10万円、大金貨=200万円といった価値がある。大金貨の上にラムダ聖貨というものがあり、これは流通枚数や時期によって価値が変動する。最低でも2億円ほどの価値があるといわれている。
九内の感想によれば、地名人名含めてネーミングのセンスが極めて悪い。
ラビの村
ルナの領地であるが土地は痩せていて、水も出ないなど環境は良くない。ウサミミが生えているバニーという種族の居住地。ニンジンが特産という貧乏な土地であったが、九内が領地経営に乗り出してからは温泉旅館を中核にした歓楽地へと変わりつつある。
ゼノビア新王国
聖光国の北に位置する国。ベアトリスが女王、コウメイが宰相を務める。

## 既刊一覧

### 小説
電子書籍版と合わせて刊行。

#### モンスター文庫版
小説家になろうで公開されているWeb版（1章～5章、現代篇は現在削除されている6章以降の文章も含む）に番外編を加筆したもの。Mノベルス版発刊に伴い絶版となった。
- 神埼黒音（著）・緒方剛志（イラスト） 『魔王様、リトライ！』 双葉社〈モンスター文庫〉、全3巻
  1. 2017年6月30日発売[16]、ISBN 978-4-575-75141-3
  2. 2017年10月30日発売[17]、ISBN 978-4-575-75166-6
  3. 2018年3月30日発売[18]、ISBN 978-4-575-75194-9

#### Mノベルス版
モンスター文庫版に加筆修正を行ったもの、及びその続き。
- 神埼黒音（著）・飯野まこと（イラスト） 『魔王様、リトライ！』 双葉社〈Mノベルス〉、既刊10巻（2024年9月30日現在）
  1. 2018年10月24日第1刷発行（10月22日発売[19]）、ISBN 978-4-575-24115-0
  2. 2019年2月17日第1刷発行（2月15日発売[20]）、ISBN 978-4-575-24147-1
  3. 2019年6月2日第1刷発行（5月30日発売[21]）、ISBN 978-4-575-24178-5
  4. 2019年9月2日第1刷発行（8月30日発売[22]）、ISBN 978-4-575-24202-7
  5. 2020年2月29日発売[23]、ISBN 978-4-575-24254-6
  6. 2020年8月31日発売[24]、ISBN 978-4-575-24314-7
  7. 2021年2月27日発売[25]、ISBN 978-4-575-24381-9
  8. 2021年11月29日発売[26]、ISBN 978-4-575-24472-4
  9. 2023年9月29日発売[27]、ISBN 978-4-575-24677-3
  10. 2024年9月30日発売[28]、ISBN 978-4-575-24772-5

### 漫画
第5巻目で巻数がリセットされ、「R」は続編である。
- 神埼黒音（原作）・緒方剛志（キャラクター原案）・身ノ丈あまる（作画） 『魔王様、リトライ！』 双葉社〈モンスターコミックス〉、既刊15巻（2025年3月28日現在）
  1. 2018年3月30日第1刷発行（同日発売[29]）、ISBN 978-4-575-41023-5
  2. 2018年8月30日第1刷発行（同日発売[30]）、ISBN 978-4-575-41032-7
  3. 2019年1月30日第1刷発行（同日発売[31]）、ISBN 978-4-575-41046-4
  4. 2019年6月30日第1刷発行（6月28日発売[32]）、ISBN 978-4-575-41063-1
  5. 2019年12月30日第1刷発行（12月28日発売[33]）、ISBN 978-4-575-41095-2
  6. 「R1」2020年7月30日第1刷発行（同日発売[34]）、ISBN 978-4-575-41132-4
  7. 「R2」2020年12月28日第1刷発行（同日発売[35]）、ISBN 978-4-575-41189-8
  8. 「R3」2021年7月30日第1刷発行（同日発売[36]）、ISBN 978-4-575-41258-1
  9. 「R4」2022年1月14日第1刷発行（同日発売[37]）、ISBN 978-4-575-41346-5
  10. 「R5」2022年7月15日発売[38]、ISBN 978-4-575-41458-5
  11. 「R6」2023年1月13日発売[39]、ISBN 978-4-575-41571-1
  12. 「R7」2023年8月30日発売[40]、ISBN 978-4-575-41717-3
  13. 「R8」2024年2月29日発売[41]、ISBN 978-4-575-41836-1
  14. 「R9」2024年9月30日発売[42]、ISBN 978-4-575-41981-8
  15. 「R10」2025年3月28日発売[43]、ISBN 978-4-575-42115-6

## テレビアニメ
2018年9月に第1作のテレビアニメ化が発表され、2019年7月から9月までTOKYO MXほかにて放送された。2024年3月に漫画版を原作とした第2作『魔王様、リトライ！R』のテレビアニメ化が発表され、同年10月から12月までTOKYO MXほかにて放送された。
なお、制作会社は第1作ではEKACHI EPILKAが担当したが、第2作では月虹へと変更になった。加えてキャストについても第1作から第2作にかけて、九内伯斗役の津田健次郎を除き全て変更となった。神埼はキャスト変更の理由について、「第1作のキャストが売れっ子になりスケジュールが合わなくなったため」と話しており、津田に関しては神埼の強い要望で続投となった。

### スタッフ
|                               | 第1作                                                                                         | 第2作 |
| ----------------------------- | --------------------------------------------------------------------------------------------- | --- |
| 原作                          | 神埼黒音                                                                                      | 神埼黒音 |
| 原作                          | N/A                                                                                           | 身ノ丈あまる |
| 監督                          | 木村寛                                                                                        | 古賀一臣 |
| シリーズ構成                  | 谷崎央佳                                                                                      | 高山カツヒコ |
| キャラクター原案              | 飯野まこと                                                                                    | 飯野まこと |
| キャラクターデザイン          | 中山知世                                                                                      | 保村成 |
| プロップデザイン              | 中山知世                                                                                      | 渡辺浩二、野口智也、安藤勘作 |
| モンスターデザイン            | ことさん                                                                                      | 上宇都辰夫 |
| 美術設定                      | スタジオWHO                                                                                   | N/A |
| 美術監督                      | 下元智子                                                                                      | 李書九 |
| 色彩設計                      | 有尾由紀子                                                                                    | 村口冬仁 |
| 撮影監督                      | 岡田由紀                                                                                      | 楊暁牧 |
| 編集                          | 柳編集室                                                                                      | 丹彩子 |
| 音響監督                      | 阿部信行                                                                                      | 阿部信行 |
| 音楽                          | 宝野聡史                                                                                      | SUPA LOVE |
| プロデューサー                | 大森慎司                                                                                      | 大森慎司 |
| プロデューサー                | 蔵本昌也、森田剛、山崎史紀 堀切伸二、北澤史隆、鈴木英昭 岩崎暁太、岩谷能宣 菅謙太郎、髙橋朋之 | 尾﨑穂乃香、藤原由紀子、佐々木秀太 石井正記、長嶺利江子、三村雄飛 大貫一雄、若林秀行、鈴木健人 菊池美穂、尾山仁康、一之瀬修 小藤康徳、西山弘志、山縣勝矢 |
| アニメーション プロデューサー | 葛西良信                                                                                      | 平田実 |
| アニメーション制作            | EKACHI EPILKA                                                                                 | 月虹 |
| 製作                          | 「魔王様、リトライ！」製作委員会                                                              | 「魔王様、リトライ！R」製作委員会 |

### 主題歌
「TEMPEST」
石原夏織による第1作オープニングテーマ。作詞はこだまさおり、作曲はよる。、編曲は岩橋星実。
「NEW」
東城陽奏作詞・歌唱による第1作エンディングテーマ。作曲・編曲はYOSHIHIRO。
「明日世界が終わるとしても」
ASCAによる第2作オープニングテーマ。作詞はASCA、作曲・編曲はねりきり。
「クランシック feat. 北澤ゆうほ」
MIMiNARIによる第2作エンディングテーマ。作詞・作曲・編曲はMIMiNARI。

### 各話リスト
| 話数       | サブタイトル           | 脚本            | 絵コンテ            | 演出                         | 作画監督 | 総作画監督                        | 初放送日       |       |       |       |       |       |       |       |       |       |       |       |       |       |       |       |       |       |
| 第1作      | 第1作                  | 第1作           | 第1作               | 第1作                        | 第1作 | 第1作                             | 第1作          | 第1作 | 第1作 | 第1作 | 第1作 | 第1作 | 第1作 | 第1作 | 第1作 | 第1作 | 第1作 | 第1作 | 第1作 | 第1作 | 第1作 | 第1作 | 第1作 | 第1作 |
| ---------- | ---------------------- | --------------- | ------------------- | ---------------------------- | --- | --------------------------------- | -------------- | ----- | ----- | ----- | ----- | ----- | ----- | ----- | ----- | ----- | ----- | ----- | ----- | ----- | ----- | ----- | ----- | ----- |
| 第1話      | 魔王降臨               | 谷崎央佳 木村寛 | 木村寛              | 木村寛                       | rere Cerberus Suwarin Promjutikanon Chotanan Pipobworachai | -                                 | 2019年 7月4日  |       |       |       |       |       |       |       |       |       |       |       |       |       |       |       |       |       |
| 第2話      | 金色のルナ             | 谷崎央佳 木村寛 | 佐々木勅嘉          | 藤代和也                     | 斎藤和也 櫻井拓郎 山内尚樹 沼田広 | 高橋敦子                          | 7月11日        |       |       |       |       |       |       |       |       |       |       |       |       |       |       |       |       |       |
| 第3話      | キラー・クイーン       | 谷崎央佳 木村寛 | 飯田崇              | 葛西良信                     | 増田敏彦 rere Cerberus Suwarin Promjutikanon Chotanan Pipobworachai                                                                                                 | -                                 | 7月18日        |       |       |       |       |       |       |       |       |       |       |       |       |       |       |       |       |       |
| 第4話      | 桐野 悠                | 谷崎央佳 木村寛 | 西森章              | 水本葉月                     | C.K.LIM | -                                 | 7月25日        |       |       |       |       |       |       |       |       |       |       |       |       |       |       |       |       |       |
| 第5話      | 容赦なき侵略           | 谷崎央佳 木村寛 | ことさん            | 上原秀明                     | 竹内昭 櫻井拓郎 ノロッコ豪 | -                                 | 8月1日         |       |       |       |       |       |       |       |       |       |       |       |       |       |       |       |       |       |
| 第6話      | 神都動乱               | 谷崎央佳 木村寛 | 佐々木勅嘉          | 伊藤文雄                     | S.H.LEE S.K.LIM W.H.CHO | 高橋敦子                          | 8月8日         |       |       |       |       |       |       |       |       |       |       |       |       |       |       |       |       |       |
| 第7話      | 乾坤一擲               | 谷崎央佳 木村寛 | 星野真              | ウエノ史博                   | J.LEE M.S.LEE rere Cerberus Suwarin Promjutikanon Chotanan Pipobworachai 小川ユリ                                                                                   | -                                 | 8月15日        |       |       |       |       |       |       |       |       |       |       |       |       |       |       |       |       |       |
| 第8話      | 魔王の躍動             | 谷崎央佳 木村寛 | 冨永垣雄            | 粟井重紀                     | J.S.PARK C.G.LIM G.S.CHOI | -                                 | 8月22日        |       |       |       |       |       |       |       |       |       |       |       |       |       |       |       |       |       |
| 第9話      | 踊る詐欺師と大金貨     | 木村寛          | 飯田崇              | 葛西良信                     | 青木真理子 齊藤香織 大谷理恵 古川博之 宮暁秀 | -                                 | 8月29日        |       |       |       |       |       |       |       |       |       |       |       |       |       |       |       |       |       |
| 第10話     | マダム、咆える         | 舛田弦太郎      | ことさん            | 赤井倍人                     | はっとりますみ 古川博之 宮暁秀 rere Cerberus Suwarin Promjutikanon Chotanan Pipobworachai                                                                           | -                                 | 9月5日         |       |       |       |       |       |       |       |       |       |       |       |       |       |       |       |       |       |
| 第11話     | ユキカゼ、襲来         | 舛田弦太郎      | 佐々木勅嘉          | 伊藤文雄                     | H.W.JOO S.K.LIM | -                                 | 9月12日        |       |       |       |       |       |       |       |       |       |       |       |       |       |       |       |       |       |
| 第12話     | 白天使と魔王様         | 舛田弦太郎      | 木村寛 大島美穂     | 木村寛 大島美穂              | 佐々木綾香 斎藤和也 | -                                 | 9月19日        |       |       |       |       |       |       |       |       |       |       |       |       |       |       |       |       |       |
| 第2作『R』 |                        |                 |                     |                              | |                                   |                |       |       |       |       |       |       |       |       |       |       |       |       |       |       |       |       |       |
| 第1話      | リトライ -ReTry-       | 高山カツヒコ    | 西田正義            | 古賀一臣                     | 冨田泰弘 北村晋哉 宮澤紅音 | 保村成 佐藤好                     | 2024年 10月5日 |       |       |       |       |       |       |       |       |       |       |       |       |       |       |       |       |       |
| 第2話      | リスタート -ReStart-   | 高山カツヒコ    | 関野関重            | 北林凜太郎                   | RITERA PICTURES KIM JIN KYOUNG PARK JIN GWANG KIM SO YEON KIM JI WOO Jang Myoung In Ahn Eun Bom KIM DA BIN YEON JI HYE LEE HYEONG EUI SON SOPHEAPANHA KHIEV SOTHINA | 保村成 奥山裕也 冨田康弘          | 10月12日       |       |       |       |       |       |       |       |       |       |       |       |       |       |       |       |       |       |
| 第3話      | リサイクル -ReCycle-   | 高山カツヒコ    | 菱川直樹            | 菱川直樹                     | 宮澤紅音 上西麻耶 小田真弓 田中なな 今井雅美 | 保村成 佐藤好 奥山裕也            | 10月19日       |       |       |       |       |       |       |       |       |       |       |       |       |       |       |       |       |       |
| 第4話      | リクルート -ReCruit-   | 高山カツヒコ    | 佐々木勅嘉          | 山内東生雄                   | 斎藤香織 寿夢龍 成松義人 細田沙織 藤井圭 | 保村成 冨田康弘 奥山裕也 高瀬大輝 | 10月26日       |       |       |       |       |       |       |       |       |       |       |       |       |       |       |       |       |       |
| 第5話      | リマインド -ReMind-    | 高山カツヒコ    | 北林凜太郎 関野関重 | 吉村朝陽                     | 云艺动漫 安藤勘作 高橋香織 橋本穂高 | 奥山裕也                          | 11月2日        |       |       |       |       |       |       |       |       |       |       |       |       |       |       |       |       |       |
| 第6話      | リユニオン -ReUnion-   | 高山カツヒコ    | 大宙征基            | 山崎茂                       | 貓先森 狼嚎 劉志星 小林Rin 周玄 | 佐藤好 奧山裕也 高瀬大輝          | 11月9日        |       |       |       |       |       |       |       |       |       |       |       |       |       |       |       |       |       |
| 第7話      | リメイン -ReMain-      | 高山カツヒコ    | 山﨑立士            | 安藤勘作 北林凜太郎 山﨑立士 | RITERA PICTURES KIM DA BIN HAN SO YI KIM HONG IK PARK JIN GWANG KIM JI WOO WON SOPHEAPANHA KHIEV SOTHINA THEA EYIN Triple A 野口智也                                | -                                 | 11月16日       |       |       |       |       |       |       |       |       |       |       |       |       |       |       |       |       |       |
| 第8話      | リカバリー -ReCovery-  | 高山カツヒコ    | 西田正義            | 高下勇成                     | 保村成 寿夢龍 上西麻耶 北村晋哉 小田真弓 | 佐藤好                            | 11月23日       |       |       |       |       |       |       |       |       |       |       |       |       |       |       |       |       |       |
| 第9話      | リクエスト -ReQuest-   | 高山カツヒコ    | 坂田純一            | 上野謙矢                     | 細美稚冬 大熊白 鈴木紗英子 ビュハガシュウ | fu-ta 保村成                      | 11月30日       |       |       |       |       |       |       |       |       |       |       |       |       |       |       |       |       |       |
| 第10話     | レスキュー -ReScue-    | 高山カツヒコ    | 大森英敏            | 大森英敏                     | 高瀬大輝 浪上悠里 細田沙織 宮澤紅音 牛ノ濱由惟 中島大智 宮田奈保美                                                                                                  | 保村成 奥山裕也                   | 12月7日        |       |       |       |       |       |       |       |       |       |       |       |       |       |       |       |       |       |
| 第11話     | リザレクト -ReSurrect- | 高山カツヒコ    | 山﨑立士            | 菱川直樹                     | 宮澤紅音 今井雅美 | 保村成 奥山裕也                   | 12月14日       |       |       |       |       |       |       |       |       |       |       |       |       |       |       |       |       |       |
| 第12話     | リベンジ -ReVenge-     | 高山カツヒコ    | 佐々木勅嘉          | 冨田泰弘 古賀一臣            | 上西麻耶 北村晋哉 koto 成松義人 高瀬大輝 鷺島優香 原真里菜 ビート 寿夢龍 宮澤紅音 冨田泰弘 等々力美穂                                                               | 保村成 佐藤好                     | 12月21日       |       |       |       |       |       |       |       |       |       |       |       |       |       |       |       |       |       |

### 放送局
| 放送期間               | 放送時間                     | 放送局      | 対象地域 | 備考                                        |
| ---------------------- | ---------------------------- | ----------- | -------- | ------------------------------------------- |
| 2019年7月4日 - 9月19日 | 木曜 0:00 - 0:30（水曜深夜） | TOKYO MX    | 東京都   | 製作参加                                    |
| 2019年7月5日 - 9月20日 | 金曜 23:30 - 土曜 0:00       | J:COMテレビ | 日本国内 | CATV / 『アニおび』枠                       |
| 2019年7月9日 - 9月24日 | 火曜 0:00 - 0:30（月曜深夜） | BSフジ      | 日本全域 | 製作参加 / BS/BS4K放送 / 『アニメギルド』枠 |

| 配信開始日    | 配信時間               | 配信サイト |
| ------------- | ---------------------- | --- |
| 2019年7月4日  | 木曜 0:00 - 0:30       | AbemaTV |
| 2019年7月11日 | 木曜 0:00 更新         | あにてれ Amazonプライム・ビデオ FOD GYAO! クランクイン！ビデオ アニメ放題 TSUTAYA TV dアニメストア DMM.com ニコニコ動画 ひかりTV ビデオマーケット Hulu Rakuten TV バンダイチャンネル ビデオパス |
|               | 木曜 23:30 - 金曜 0:00 | ニコニコ生放送 |

| 放送期間                  | 放送時間                     | 放送局      | 対象地域 | 備考                                            |
| ------------------------- | ---------------------------- | ----------- | -------- | ----------------------------------------------- |
| 2024年10月5日 - 12月21日  | 土曜 22:30 - 23:00           | TOKYO MX    | 東京都   | 製作参加                                        |
| 2024年10月6日 - 12月22日  | 日曜 2:00 - 2:30（土曜深夜） | RKB毎日放送 | 福岡県   | 製作参加 / 初回は日曜 3:00 - 3:30（土曜深夜）。 |
| 2024年10月9日 - 12月25日  | 水曜 0:00 - 0:30（火曜深夜） | BSフジ      | 日本全域 | 製作参加 / BS/BS4K放送 / 『アニメギルド』枠     |
|                           | 水曜 0:30 - 1:00（火曜深夜） | BS日テレ    | 日本全域 | 製作参加 / BS/BS4K放送 / 『アニメにむちゅ〜』枠 |
| 2024年10月11日 - 12月27日 | 金曜 1:03 - 1:33（木曜深夜） | テレビ長崎  | 長崎県   |                                                 |

| 配信開始日     | 配信時間        | 配信サイト | 備考                       |
| -------------- | --------------- | --- | -------------------------- |
| 2024年9月28日  | 土曜 23:00 更新 | ABEMA | 地上波先行・見放題独占配信 |
| 2024年10月12日 | 順次更新        | dアニメストア TELASA J:COM STREAM milplus DMM TV バンダイチャンネル Hulu HAPPY!動画 ムービーフルPlus YouTube ニコニコチャンネル Lemino |                            |

### BD
| 巻 | 発売日         | 収録話         | 規格品番  |
| -- | -------------- | -------------- | --------- |
| 1  | 2019年9月27日  | 第1話 - 第4話  | MP-BD0006 |
| 2  | 2019年10月25日 | 第5話 - 第8話  | MP-BD0007 |
| 3  | 2019年11月29日 | 第9話 - 第12話 | MP-BD0008 |

| 巻 | 発売日         | 収録話         | 規格品番 |
| -- | -------------- | -------------- | -------- |
| 1  | 2024年12月29日 | 第1話 - 第4話  | GB0001   |
| 2  | 2025年3月14日  | 第5話 - 第8話  | GB0002   |
| 3  | 2025年6月20日  | 第9話 - 第12話 | GB0003   |

### Webラジオ
アク役の高尾奏音とルナ・エレガント役の石原夏織によるWebラジオ『アニメ「魔王様、リトライ！」presents！ラジオでも、リトライ！』が2019年7月5日から9月27日まで超!A&G+にて毎週金曜19時に配信。本配信後、アニメ公式YouTubeチャンネルにて当番組のアーカイブが公開される。全13回。初回放送に先駆けて、第0回が6月28日にAG-ON Premiumで配信された。

### ミニアニメ
『魔王様、“プチ”リトライ！』は2019年6月17日から同年9月28日までテレビアニメ公式X（旧Twitter）にて配信されたミニアニメ。全23話。